# Montevive
El Montevive o Montevives es un cerro ubicado en los límites de los municipios españoles de Alhendín y La Malahá, en la provincia de Granada, con una altura máxima de 970 m s. n. m.. Desde la antigüedad se han venido desarrollando actividades mineras en este cerro, pues abundaban minerales como el estroncio. En la actualidad se encuentra en él la explotación mina Aurora para la obtención de carbonato de estroncio.

## Minas
Las minas de extracción: 
- La mina del Santo: Mina en la que se encuentran bustos de un rey coronado, de los que todavía no hay explicación. Hasta los años 1960 era costumbre de los gabirros visitar las minas el 25 de abril, día de San Marcos.

- La mina del Agua: También conocida como la mina de la Higuerilla, pues estaba detrás de un higuera silvestre. Dentro se desprendía vapor de agua caliente y la gente venía a curar sus dolencia debido a sus supuestas propiedades medicinales.

- La mina Larga: Recibe su nombre por la longitud de la misma.

## Extracciones
Todavía se pueden extraer celestina, calcita, yesos, estroncianita y estronciocalcita.